# Cihuela
Cihuela est une commune espagnole de la province de Soria en Castille-et-León. D'après le recensement de 2004 effectué par l'INE, Cihuela était peuplée de 82 habitants.